# Хансен, Андре
Андре Хансен (норв. Andre Hansen; род. 17 декабря 1989, Осло) — норвежский футболист, вратарь клуба «Одд» и национальной сборной Норвегии.

## Карьера

### Клубная
В 2004 году Андре начал свой футбольную карьеру в клубе «Шейд», в котором он находился четыре года, однако сыграв не более двух десятков матчей. В сезоне 2009 года, Хансен перебирается в «Лиллестрём», где он впервые дебютирует в Типпелиге. Правда, закрепиться в основном составе Андре не сумел и полгода провел в аренде у исландского клуба «Рейкьявик».
Начиная с 2011 года, молодой голкипер основным вратарем, но уже в клубе «Одд». За новый клуб, Хансен выступал четыре сезона и сыграл более чем в ста матчах. По окончании своего контракта с «Оддом» в конце 2014 года, на правах свободного агента, переходит в тронхеймский «Русенборг».

### В сборной
12 января 2013 года Хансен дебютирует за сборную Норвегии в товарищеским матче против сборной Замбии.

## Статистика

### Матчи Хансена за сборную Норвегии
| Матчи Хансена за сборную Норвегии | Матчи Хансена за сборную Норвегии | Матчи Хансена за сборную Норвегии | Матчи Хансена за сборную Норвегии | Матчи Хансена за сборную Норвегии | Матчи Хансена за сборную Норвегии |
| --------------------------------- | --------------------------------- | --------------------------------- | --------------------------------- | --------------------------------- | --------------------------------- |
| №                                 | Дата                              | Соперник                          | Счёт                              | Пропущено голов                   | Соревнование                      |
| 1                                 | 12 января 2013                    | Замбия                            | 0:0                               | —                                 | Товарищеский матч                 |
| 2                                 | 11 июня 2013                      | Македония                         | 2:0                               | —                                 | Товарищеский матч                 |
| 3                                 | 29 марта 2016                     | Финляндия                         | 2:0                               | —                                 | Товарищеский матч                 |
| 4                                 | 10 июня 2019                      | Фарерские острова                 | 2:0                               | —                                 | Чемпионат Европы 2020 (отбор)     |
| 5                                 | 14 октября 2020                   | Северная Ирландия                 | 1:0                               | —                                 | Лига наций УЕФА 2020/2021         |
| 6                                 | 27 марта 2021                     | Турция                            | 0:3                               | 1                                 | Чемпионат мира 2022 (отбор)       |
| 7                                 | 2 июня 2021                       | Люксембург                        | 1:0                               | —                                 | Товарищеский матч                 |
| 8                                 | 6 июня 2021                       | Греция                            | 1:2                               | 2                                 | Товарищеский матч                 |
| 9                                 | 1 сентября 2021                   | Нидерланды                        | 1:1                               | 1                                 | Чемпионат мира 2022 (отбор)       |
| 10                                | 4 сентября 2021                   | Латвия                            | 2:0                               | —                                 | Чемпионат мира 2022 (отбор)       |
| 11                                | 29 марта 2022                     | Армения                           | 9:0                               | —                                 | Товарищеский матч                 |

Итого: 11 матчей / пропущено 4 гола; 7 побед, 2 ничьи, 2 поражения.

## Достижения
«Русенборг»
- Чемпион Норвегии (4): 2015, 2016, 2017, 2018
- Обладатель Кубка Норвегии (3): 2015, 2016, 2018
- Обладатель Суперкубка Норвегии (2): 2017, 2018

«Одд»
- Бронзовый призёр чемпионата Норвегии: 2014